# 마에바시역
마에바시역(일본어: 前橋駅, まえばしえき)은 일본 군마현 마에바시시에 있는, 동일본 여객철도의 철도역이다. 료모 선이 지나간다.
다카사키 선 직결 운행 열차 (보통 및 쾌속 《어번》 호), 쇼난 신주쿠 라인의 도카이도 선 히라쓰카·고즈·오다와라 방면 열차들의 일부가 마에바시 역에서 시종착하며, 특급 《아카기》 호의 시종착역이기도 하다. 료모 선 오야마 방면 열차들 중에는 하루에 왕복 2편씩이 도호쿠 본선 우쓰노미야·구로이소까지 직결 운행한다.

## 역 구조
섬식 2면 3선 구조의 고가역이다. 초록 창구를 영업하고 있으며, 개찰기에서 스이카 및 제휴 교통카드의 사용이 가능하다. 휠체어용 리프트, 시각장애인용 벨 등의 배리어프리 시설이 갖추어져 있다.

### 승강장
| 1         | ■ 료모 선                                                                       | 하행                          | 이세사키 · 기류 · 오야마 방면                                |                           |
| 1         | ■ 료모 선 / ■ 다카사키 선·우에노도쿄라인·도카이도 선 (직결 운행)                | 상행                          | 다카사키 · 오미야 · 우에노 · 도쿄 · 시나가와 · 요코하마 방면 | (시발 열차만 사용.)       |
|           | ■ 료모 선 / ■ 다카사키 선 (직결 운행) ■ 쇼난신주쿠 라인 (도카이도 선 직결 운행) | 상행                          | 다카사키 · 오미야 · 우에노 · 신주쿠 · 요코하마 방면          | (특급 《아카기》도 사용.) |
| ■ 료모 선 | 하행                                                                            | 이세사키 · 기류 · 오야마 방면 | (주로 마에바시 시종착 열차가 사용.)                          |                           |
| 3         | ■ 료모 선                                                                       | 상행                          | 다카사키 · 우에노 방면                                       |                           |

## 역세권 정보
역의 남쪽 출구와 북쪽 출구 앞에 로터리가 있다. 시청 등의 중심지까지는 걸어서 10분에서 15분 거리, 현청 등 군마 현의 주요 시설들까지는 걸어서 15분 거리이다.
- 조모 전기 철도 주오마에바시 역 - 북쪽으로 약 1 km 거리에 있으며, 연계 셔틀버스가 다니고 있다.

## 역사
마에바시 역은 도쿄에서 이어지는 닛폰 철도 노선의 종점으로 1884년 8월 20일에 개업했다. 하지만 그 때 문을 연 마에바시 역은 지금의 마에바시 역과는 다른 위치에 있었으며, 그 자리에는 지금은 그것을 기념하는 비석을 세워두었다. 지금의 마에바시 역은 1889년 11월 20일에 료모 철도가 지금의 위치에 종착역을 개업한 것이 시초로, 같은해 12월에 도네강을 건너는 다리를 개통하여 두 철도 노선이 서로 만나게 되었다. 철교의 개통으로 료모 철도와 닛폰 철도 노선이 서로 직결 운행을 하게 되어, 마에바시 역은 마에바시 시와 주변 지역에서 도쿄로 향하는 현관구 구실을 하게 되었다.
1927년에 지어진 서양식 목조 역사를 60년 가까이 쓰다, 1986년 고가화 사업에 따라 고가 역사로 옮겨갔다.
- 1884년 8월 20일 - 닛폰 철도가 마에바시 역을 개업했다.
- 1889년 11월 20일 - 료모 철도가 마에바시 역을 개업했다.
- 1889년 12월 26일 - 도네강을 건너는 철교의 개통으로 두 역사가 하나로 합쳐졌으며, 닛폰 철도의 마에바시 역은 폐지되었다.
- 1906년 11월 1일 - 국유화에 따라 일본국유철도의 소속이 되었다.
- 1987년 4월 1일 - 민영화에 따라 동일본 여객철도의 소속이 되었다.
- 2001년 11월 18일 - 스이카의 사용이 가능해졌다.

## 인접역
| 동일본 여객철도 료모 선         | 동일본 여객철도 료모 선 | 동일본 여객철도 료모 선 |
| ------------------------------- | ----------------------- | ----------------------- |
| 마에바시오시마 기류·오야마 방면 | ■ 료모 선 보통          | 시·종착역               |